# Temple-Inland
Temple-Inland war ein US-amerikanisches Unternehmen mit Firmensitz in Austin, Texas. Das Unternehmen war im Aktienindex S&P 500 gelistet und wurde am 13. Februar 2012 durch den Konkurrenten International Paper übernommen.
Temple-Inland beschäftigte rund 19.500 Mitarbeiter (Stand: 2006). Zu Temple-Inland gehörten die Tochterunternehmen Inland Paperboard and Packaging Group, ein Hersteller von Papier, das Unternehmen Temple-Inland Forests Products, ein Bauunternehmen, und Guaranty Financial Services, ein Finanzdienstleistungsunternehmen.
Das Unternehmen wurde 1925 unter dem Firmennamen Inland Box Company in Indianapolis, Indiana gegründet. 1973 erwarb das Unternehmen Time, Inc. das Unternehmen Temple Industries, Inc. und fusionierte dieses mit dem Unternehmen Eastex Pulp and Paper Company zum Unternehmen Temple-Eastex, Inc. 1978 erwarb Time, Inc. das Unternehmen Inland. 1983 wurden diese Unternehmen unter dem Firmennamen Temple-Inland als neues unabhängiges Unternehmen abgetrennt.
2002 erwarb Temple-Inland das Unternehmen Gaylord Container Corporation.